# Brahian Palacios
Brahian Palacios Alzate (ur. 24 listopada 2002 w Medellín) – kolumbijski piłkarz występujący na pozycji skrzydłowego, od 2024 roku zawodnik brazylijskiego Atlético Mineiro.